# Сумњиво лице (ТВ филм из 1967)
„Сумњиво лице” је југословенски ТВ филм из 1967. године. Режирао га је Миодраг Седлар а сценарио је написан по делу Бранислава Нушића.

## Улоге
| Глумац                 | Улога           |
| ---------------------- | --------------- |
| Слободан Алигрудић     | Алекса Жуњиц    |
| Милутин Бутковић       |                 |
| Радмило Ћурчић         |                 |
| Стојан Дечермић        |                 |
| Душан Ђурић            |                 |
| Бранислав Цига Јеринић |                 |
| Петар Краљ             |                 |
| Стеван Миња            |                 |
| Љубица Секулић         | Анђа            |
| Ружица Сокић           | Марица          |
| Матилда Спилар         |                 |
| Виктор Старчић         | Јеротије Пантић |